# Daniel Kalajdžić
Daniel Kalajdžić (* 24. November 2000 in Wien), im deutschen Sprachraum meist Daniel Kalajdzic, ist ein österreichischer Fußballspieler.

## Karriere
Kalajdžić begann seine Karriere beim SR Donaufeld Wien. Zur Saison 2010/11 wechselte er zum First Vienna FC. Im Mai 2017 spielte er erstmals für die zweite Mannschaft der Vienna in der fünftklassigen 2. Landesliga. In der Saison 2016/17 kam er zu fünf Einsätzen für Vienna II, in denen er fünf Tore erzielte. Zur Saison 2017/18 wechselte er zur viertklassigen SV Donau Wien. Für Donau kam er in jener Saison zu 28 Einsätzen in der Wiener Stadtliga, in denen er acht Tore erzielte.
Zur Saison 2018/19 wechselte er zum niederösterreichischen Landesligisten SV Stripfing. Für Stripfing absolvierte er insgesamt zehn Partien in der Landesliga. Nach einem halben Jahr bei Stripfing kehrte er im Jänner 2019 wieder zu Donau Wien zurück. Für den Hauptstadtklub kam er bis Saisonende zu elf weiteren Einsätzen in der Stadtliga.
Zur Saison 2019/20 wechselte Kalajdžić zu den drittklassigen Amateuren des FC Admira Wacker Mödling. In jener Spielzeit kam er bis zum Saisonabbruch zu fünf Einsätzen in der Regionalliga. In der Saison 2020/21 wurde die Regionalliga erneut abgebrochen, bis zum Abbruch absolvierte er diesmal sieben Partien. Im Mai 2021 debütierte er bei seinem Kaderdebüt für die Profis in der Bundesliga, als er am 32. Spieltag der Saison 2020/21 gegen den SCR Altach in der Nachspielzeit für Maximilian Breunig eingewechselt wurde. Dies blieb sein einziger Profieinsatz bei der Admira.
Zur Saison 2021/22 wechselte er zum Zweitligisten Grazer AK, bei dem er einen bis Juni 2023 laufenden Vertrag erhielt. Für den GAK kam er in zwei Jahren zu 45 Einsätzen in der 2. Liga, in denen er siebenmal traf. Nach der Saison 2022/23 verließ er die Steirer per Vertragsende. Daraufhin wechselte er zur Saison 2023/24 nach Deutschland zum Regionalligisten Stuttgarter Kickers. Für die Kickers kam er zu 38 Einsätzen in der Regionalliga, in denen er sieben Tore erzielte.
Im Jänner 2025 wechselte er zum Ligakonkurrenten FC 08 Homburg. Für Homburg absolvierte er 13 Spiele, in denen er zweimal traf. Zur Saison 2025/26 kehrte Kalajdžić nach Österreich zurück und wechselte zu Regionalligist Wiener Sport-Club.

## Persönliches
Sein Bruder Saša (* 1997) ist ebenfalls Fußballspieler und zudem österreichischer Nationalspieler. Ihre Eltern sind aus Bosnien und Herzegowina stammende Serben. Sie zogen während des Bosnienkriegs aus ihrer Heimat nach Wien.